# Freies Wiener Montagblatt
Das Freie Wiener Montagblatt war ein „Verlosungsanzeiger“ und erschien wöchentlich unter dem Zusatz „Offizielles Organ der Vereinigung zum Schutze der Losbesitzer Österreichs“ von 1932 bis 1938. Ab 7. Juni 1938 trug es nur den Zusatz „Verlosungsanzeiger“. Das Blatt erschien im Format 2° (30 × 22,5 cm) 4-spaltig.

## Geschichte
Bis 2. Jänner 1933 war Friedrich Franz Eckhardt Redakteur und Ernst Gutfreund war Eigentümer, Herausgeber und Verleger des Freien Wiener Montagblattes. Vom 20. Februar 1933 bis 3. April 1934 übernahm Margarethe Hofbauer alle Funktionen Gutfreunds. Vom 14. Mai 1934 bis 21. März 1938 war Margarethe Hofbauer Eigentümerin und Verlegerin und Ernst Gutfreund hatte die Herausgeberschaft inne.
Ab 25. April 1938 war Helene Panz Eigentümerin, Herausgeberin, Verlegerin und verantwortliche Redakteurin des „Freien Wiener Montagblattes“ in einer Person.
Vorgänger  des „Freien Wiener Montagblattes“ war das „Wiener Montagblatt: Organ für Volkswirtschaft und Börse; Verlosungsanzeiger“, welches unter häufig wechselnden Zusätzen zwischen 1911 und 1932 erschien. Dessen Vorgänger wiederum war die „Österreichische Finanz-Revue“, erschienen von 1909 bis 1910.